# 1914年の宝塚歌劇公演一覧
本項目では、1914年の宝塚歌劇公演一覧（1914ねんのたからづかかげきこうえんいちらん）について示す。

## 一覧
（）内は、作者または演出者名。下記の他、日曜日・祝日など随時公演。

### 宝塚公演

#### 第一回公演
- 4月1日 - 5月30日　パラダイス劇場
  - 『ドンブラコ』（北村季晴）
  - 『浮れ達磨』（本居長世・吉丸一昌脚本）
  - 『胡蝶』（寶塚少女歌劇團）

#### 夏季公演
- 8月1日 - 8月31日　パラダイス劇場
  - 『浦島太郞』（安藤弘）
  - 『故鄕の空』（安藤弘）

#### 秋季公演
- 10月1日 - 11月30日　パラダイス劇場
  - 『紅葉狩』（小林一三）
  - 『音樂カフエー』（安藤弘）
  - 『鷗洲戰爭』（寶塚少女歌劇團）

### 宝塚以外の公演
- 12月11日 -12月13日　大阪・帝国座
  - 『ドンブラコ』（北村季晴）
  - 『浦島太郎』（安藤弘）
- 12月15日　神戸・聚楽館